# Saint-Laurent-de-Brèvedent
Saint-Laurent-de-Brèvedent é uma comuna francesa na região administrativa da Normandia, no departamento de Sena Marítimo. Estende-se por uma área de 7,78 km². Em 2010 a comuna tinha 1 527 habitantes (densidade: 196,3 hab./km²).